# Пашковский, Михаил Казимирович
Михаил Казимирович Пашковский (4 октября 1897 года, с. Скрыгалово, Мозырский уезд, Минская губерния — 17 октября 1970 года, Киев) — советский военный деятель, генерал-майор (20 декабря 1942 года).

## Начальная биография
Михаил Казимирович Пашковский родился 4 октября 1897 года в селе Скрыгалово Мозырского уезда Минской губернии.

## Военная служба

### Первая мировая и гражданская войны
В мае 1916 года призван в ряды Русской императорской армии и направлен рядовым в 59-й запасной пехотный полк, дислоцированный в Воронеже, откуда после окончания учебной команды в 1917 году был направлен в Полоцкий 28-й пехотный полк (7-я пехотная дивизия, Юго-Западный фронт), в составе которого в чине младшего и старшего унтер-офицера служил на должности командира отделения пулемётной команды и принимал участие в боевых действиях в районе Тарнополя. В мае 1918 года демобилизован из рядов армии.
В ноябре 1918 года призван в ряды РККА и назначен на должность командира взвода в караульной роте, в марте 1919 года — на должность помощника командира роты в составе 63-го стрелкового батальона ВОХР, дислоцированного в Мозыре, а в апреле того же года — на должность командира роты в составе 15-го отдельного стрелкового батальона в составе Могилёвской ЧК. Летом 1920 года батальон передан в состав 55-й стрелковой бригады (19-я стрелковая дивизия), после чего М. К. Пашковский во время советско-польской войны принимал участие в боевых действиях в районе Речицы и Слонима, а затем — в районе Овруча против войск под командованием С. Н. Булак-Балаховича.
В январе 1921 года Пашковский назначен на должность командира отряда, сформированного путём его отделения от 55-й бригады, после чего принимал участие в боевых действиях против бандитизма на территории Липовецкого уезда (Киевская губерния). С мая того же года отряд находился в распоряжении штаба Киевского военного округа и затем был включён в состав 4-го стрелкового полка, дислоцированного в с. Монастырище (Винницкий уезд), где Пашковский был назначен на должность командира роты. 4-й стрелковый полк в октябре был переименован в 216-й стрелковый и включён в состав 72-й бригады (24-я стрелковая дивизия), а в июне 1922 года — преобразован в 3-й батальон в составе 72-го стрелкового полка, где Пашковский служил на должности помощника командира роты.

### Межвоенное время
В марте 1923 года назначен на должность командира роты в составе 70-го стрелкового полка (24-я стрелковая дивизия), дислоцированного в Виннице. В октябре 1924 года направлен на учёбу на повторное отделение комсостава при школе червонных старшин в Харькове, после окончания которого вернулся в полк, где служил на должностях командира роты, батальона. С октября 1927 года учился на курсах «Выстрел», по окончании которых с августа 1928 года продолжил служить в 70-м стрелковом полку на должностях начальника полковой школы, командира роты одногодичников, командира батальона, помощника командира полка.
В феврале 1935 года назначен на должность начальника военно-хозяйственного снабжения 24-я стрелковая дивизия (Киевский военный округ), а в августе 1939 года — на должность командира 135-го стрелкового полка (14-я стрелковая дивизия), после чего принимал участие в боевых действиях в ходе советско-финской войны в районе Мурманска. После окончания войны полк был передислоцирован на полуостров Рыбачий, где Пашковский одновременно исполнял должность начальника участка прикрытия.

### Великая Отечественная война
С началом войны полк под командованием М. К. Пашковского вёл оборонительные боевые действия на полуострове Средний в районе деревни Кутовая и хребта Мустатунтури.
17 сентября 1941 года назначен на должность командира 52-й стрелковой дивизии, которая вела оборонительные боевые действия в районе губы Лопаткина. 26 декабря того же года за боевые отличия, мужество и отвагу личного состава формирования дивизия была преобразована в 10-ю гвардейскую стрелковую дивизию и в феврале 1942 года была выведена в резерв 14-й армии.
В начале марта 1942 года назначен на должность заместителя командира Масельской оперативной группы Карельского фронта, однако в том же месяце переведён на должность заместителя командующего и начальника тыла 32-й армии, а в июне 1943 года — на эту же должность в 39-й армии, после чего принимал участие в боевых действиях в ходе Белорусской, Витебско-Оршанской, Каунасской, Мемельской, Восточно-Прусской, Инстербургско-Кёнигсбергской, Кёнигсбергской и Земландской наступательных операций.
С мая 1945 года 39-я армия находилась в резерве Ставки Верховного Главнокомандования и передислоцирована в Монголию, где была включена в состав Забайкальского фронта, после чего во время советско-японской войны принимала участие в ходе Хингано-Мукденской операции.

### Послевоенная карьера
После окончания войны находился на прежней должности в Приморском военном округе.
С сентября 1947 года находился в распоряжении начальника тыла Вооружённых Сил СССР и в июле 1948 года назначен на должность начальника тыла 4-й армии (Закавказский военный округ), а в октябре 1951 года — на эту же должность в 7-й механизированной армии.
В августе 1952 года направлен на учёбу на Высшие академические курсы при Военной академии тыла и снабжения имени В. М. Молотова, после окончания которых в сентябре 1953 года назначен на должность начальника тыла Западно-Сибирского военного округа.
Генерал-майор Михаил Казимирович Пашковский в феврале 1956 года вышел в запас. Умер 17 октября 1970 года в Киеве.

## Награды
- Орден Ленина (21.02.1945);
- Четыре ордена Красного Знамени (22.02.1943, 04.07.1944, 03.11.1944, 20.06.1949);
- Орден Суворова 2 степени (31.08.1945);
- Орден Кутузова 2 степени (19.04.1945);
- Орден Отечественной войны 1 степени (04.06.1944);
- Медали.